# Opening van Panizza

Schematische overzicht van een krokodillenhart met daarnaast de normale bloedsomloop en rechts de bloedsomloop tijdens het duiken

De opening van Panizza is een kleine opening boven in het kamertussenschot bij de linker- en rechteraorta bij krokodilachtigen. Tijdens het duiken gaat het bloed niet meer naar de longen, wat eraan bijdraagt dat het dier lang onder water kan blijven. Het is genoemd naar Bartolomeo Panizza die dit in 1833 beschreef.
Naast de opening van Panizza hebben krokodilachtigen een extra aorta. Deze linkeraorta komt uit de rechterkamer en gaat naar organen die minder gevoelig zijn voor lage zuurstofniveaus zoals lever en maag. De rechteraorta uit de linkerkamer gaat naar zuurstofgevoelige organen als het hart en de hersenen.
Tijdens normaal ademen gaat zuurstofarm bloed uit de rechterkamer onder lage druk naar de longen via de longslagader, terwijl zuurstofrijk bloed onder hoge druk uit de linkerkamer naar de rechteraorta stroomt en via de opening van Panizza ook naar de linkeraorta. Door het drukverschil zal een kleine hoeveelheid zuurstofrijk bloed uit de linkerkamer ook de rechterkamer instromen.
Als het dier duikt en stopt met ademen, ontstaat pulmonale hypertensie, verhoogde bloeddruk in de longen. Dit maakt dat de bloeddruk in de rechterkamer en de pulmonale arteriële druk toeneemt. Hierdoor neemt de hoeveelheid zuurstofrijk bloed uit de linkerkamer in de linkeraorta af. Zuurstofarm bloed in de linkeraorta uit de rechterkamer neemt daarentegen toe en in de longslagader af.
Op deze manier worden de zuurstofgevoelige organen zo lang mogelijk van zuurstofrijk bloed voorzien. In combinatie met anaerobe stofwisseling en inactiviteit kan een krokodil zo vijf tot zes uur onder water blijven.